# 시우다드 데 로스 앙헬레스역
시우다드 데 로스 앙헬레스 역(스페인어: Ciudad de los Ángeles)은 마드리드 지하철 3호선의 역이다. 마드리드 비야베르데 구의 안달루시아 대로 지하에 위치해 있다. 요금구역 상으로는 A구역에 속한다. 역 주변으로 M-40 순환고속도로가 지나가며, 시우다드데로스앙헬레스와 엘에스피니요 지역의 지하철 수요를 담당한다.

## 역사
2007년 4월 21일 3호선의 비야데르데 알토 연장구간 개통과 함께 처음으로 문을 열었다. 역 승강장 길이는 108m이며 최대 폭은 49.2m이다. 깊이는 29m이다.
3호선 연장 당시 비야베르데 지역 일대 역명을 확정하는 과정에서 대단한 진통을 겪었다. 이 역의 경우 시우다드데로스앙헬레스와 에스피니요 주민 사이에서 역명 명명권을 놓고 갈등을 빚었다. 결국 2006년 10월 에스페란사 아기레 마드리드 지역장의 결정에 따라 지금의 역명이 확정되었다.

## 환승 정보
역 주변에 시내버스 정류장이 두 곳 있다. 시외버스 노선도 역 부근을 경유한다.
버스
- 시내버스
  - 22, 59, 79, 85번 노선 (주간)
- 시외버스
  - 411, 421, 422, 424, 426, 447, 448번 노선 (주간)
  - N401, N402번 노선 (야간)

지하철
| 마드리드 지하철                        | 마드리드 지하철       | 마드리드 지하철               |
| -------------------------------------- | --------------------- | ----------------------------- |
| 비야베르데 바호-크루세 비야베르데 알토 | 마드리드 지하철 3호선 | 산 페르민-오르카수르 몽클로아 |